# Ordinatenhaftschalter

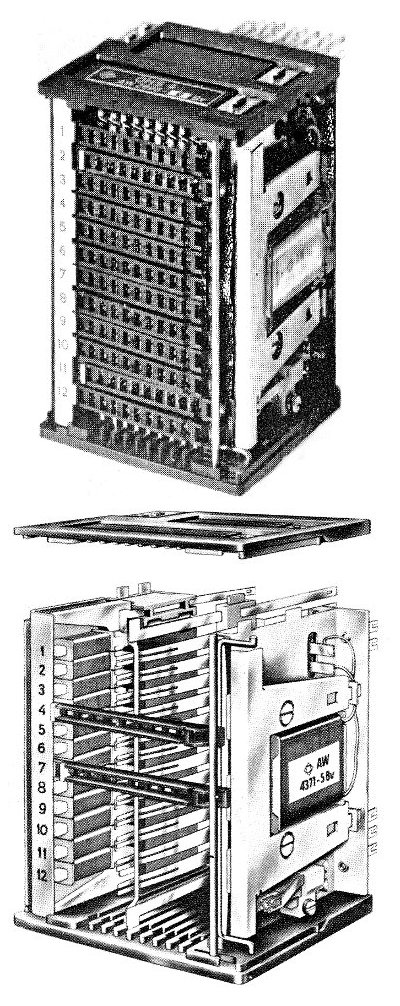
Zeichnung Ordinatenhaftschalter

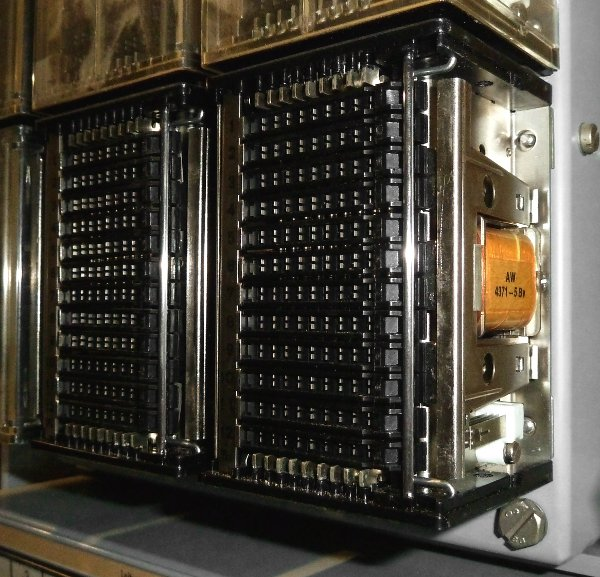
Ordinatenhaftschalter in der Wählstern 63-Übertragung

Der Ordinatenhaftschalter (OHS) ist ein elektromechanisches Schaltelement der analogen Fernsprechvermittlungstechnik und dient zur Durchschaltung der Sprechadern in einer elektromechanischen Telefonanlage oder auch in Vorfeldeinrichtungen. Bekannte Einsätze dieser Schalter sind elektromechanische Wählsysteme wie 48OHS in Österreich, die Wählsterneinrichtung 63 (BRD) und die Wählsterneinrichtung 4/20 (BRD). In den seit den 1980er Jahren in Betrieb befindlichen digitalen Vermittlungsstellen findet er keine Anwendung.
Der Ordinatenhaftschalter wurde von der Firma Telefunken entwickelt.

## Technik
Der Ordinatenhaftschalter ist ein Koppelelement für die Fernsprechtechnik. Elektromechanische Durchschaltelemente, die von einer elektronischen Steuerung angesteuert werden, müssen schnell durchschalten können und eine geringe Stromaufnahme haben. Diese Voraussetzungen werden vom OHS erfüllt. Ein weiterer Vorteil des OHS ist, dass er im Ruhezustand keinen Strom benötigt, auch wenn die Kontakte durchgeschaltet sind. Der OHS ist eine Art Vielfach-Relais mit 12 Koppelpunkten und einer gemeinsamen Rückstellanordnung. Jeder Koppelpunkt kann je nach Bestückung bis zu neun Arbeitskontakte aufnehmen und betätigen.

## Aufbau
Der OHS ist aus zwei Seitenteilen aus Kunststoff und zwei Verbindungsblechen aufgebaut, wobei das Rückstellsystem mit dem Gehäuse eine Einheit bildet.
Die Seitenteile sind mit Führungsschienen versehen, in die bis zu neun Kontakteinheiten eingesteckt werden können. Jede Kontakteinheit besteht aus zwölf Kontaktfedern, welche in einen Kunststoffsteg gebettet sind, sowie einer allen zwölf Kontakten gemeinsamen Kontaktschiene. An dieser liegen im mechanischen Ruhezustand (= elektrischer Arbeitszustand, Kontakte durchgeschaltet) die Kontakte durch eine gegebene mechanische Vorspannung auf. Neben den Kontakteinheiten befindet sich die Kernplatte, welche kammartig ausgebildet ist und zwölf Koppelspulen aufnimmt. Zwischen Kernplatte und Jochplatte befindet sich ein Dauermagnet.